# Gabriel Deblander
Œuvres principales
- L’Oiseau sous la chemise
- Terre brûlée
- Pieds nus au bord de la rivière

Gabriel Deblander, né à Rèves, section de la commune des Bons Villers, en avril 1934, et mort à Braine-l'Alleud le 22 septembre 2014, est un écrivain belge de langue française.

## Biographie
Il obtient le prix Victor Rossel en 1976 pour L’Oiseau sous la chemise.

## Œuvres

### Littérature
- Trois histoires rouge, nouvelles[1]
- Terre brûlée, Paris, Éditions Guy Chambelland, 1968, 46 p. (BNF 32975977)
- Le Retour des chasseurs, Paris, Éditions Robert Laffont, 1970, 285 p. (BNF 35211500)
- La Fleur barbue, poèmes, Paris, Éditions Guy Chambelland, 1971, 61 p.
- Un œuf noir te regarde, contes, Œuvre suisse des lectures pour la jeunesse, Zürich, 1973
- Soleils vifs à modérés, poèmes, Atelier de l'Agneau, Liège, 1976
- L’Oiseau sous la chemise, Paris, Éditions Robert Laffont, 1976, 363 p. (BNF 34583924)[2]
- Soleils, vifs à modérés, linogravures d’André Wilkin, Liège, Belgique, Atelier de l’Agneau éditeur, coll. « Tête de houille », 1976, 23 p. (BRB : BD 27.548/9)
- Le Manteau de Joa, conte fantastique, Bruxelles, Editions Recto-Verso, 1977
- La Chute d’Icare, Gembloux, Belgique, Éditions Duculot, 1978, 26 p.  (ISBN 2-8011-0184-2)
- Le Lièvre sans peur, contes, Œuvre suisse des lectures pour la jeunesse, Zürich, 1981
- La Belette, Bruxelles, Editions Recto-Verso, coll. Ides... et autres, 1996

### Théâtre
- Les Petits des chevaux, France-Inter, Paris, 1972
- Les Murs, France-Culture, Paris, 1974
- Chats et rats, poissons morts, France-Culture, Paris, 1974
- Toi t’es pas comme les autres, France-Culture, Paris, 1974
- L’Homme Antonin, Radio-Lausanne, 1977
- Bleuets et coquelicots', R.T.B.F., Namur, 1978
- Pieds nus au bord de la rivière, Théâtre de l'Ancre, Charleroi, Belgique, 1980
- Encore quelques arbres, Radio-Lausanne, 1981
- Occupe-toi de la nuit, R.T.B.F., Namur, 1981
- Les Jardiniers de l’ombre, Centre de Béco, Bruxelles, 1982

## Récompenses
- 1966 : prix Franz-de-Wever pour Trois histoires rouges
- 1967 : prix Pont-de-l'Épée Saint-Germain pour Terre brûlée
- 1976 : prix Victor Rossel pour L’Oiseau sous la chemise
- 1976 : prix Charles Plisnier pour Chats et rats, poissons morts
- 1979 : prix du Gouvernement pour L’Oiseau sous la chemise
- 1983 : prix Georges Vaxelaire de l’Académie royale de langue et de littérature françaises de Belgique pour sa pièce Pieds nus au bord de la rivière ainsi que pour Pieds nus au bord de la rivière